# Негрська раса
Негрська ра́са — одна з людських рас, відноситься до так званих малих рас. Поширена в тропічних районах Африки на півдні від Сахари. Внаслідок работоргівлі представники негрської раси були переселені до Нового Світу, де тепер становлять значну частку населення, а в деяких регіонах, наприклад, в Карибському, переважають. Негрська раса разом з центральноафриканською і південноафриканською входять до складу великої негроїдної раси. Представники негрської раси становлять абсолютну більшість серед усіх негроїдів.
Негрська раса поряд з негрильською (центральноафриканською), бушменською (південноафриканської) і іншими виділяється в складі екваторіальної (австрало-негроїдної) раси в класифікації Я. Я. Рогінського і М. Г. Левіна. У роботах Г. Ф. Дебеца популяції негрського типу представлені як суданська, нілотська і південноафриканська малі раси африканської гілки негро-австралоїдної раси, в дослідженнях В. В. Бунака — як суданська, нілотська і негро-гвінейська малі раси африканської гілки тропічного расового стовбура.
У літературі, що випускається за межами пострадянського простору, стосовно негрської раси найчастіше застосовують термін «негроїдна» у вузькому сенсі (без пігмеїв і койсаноїдів).

## Ознаки

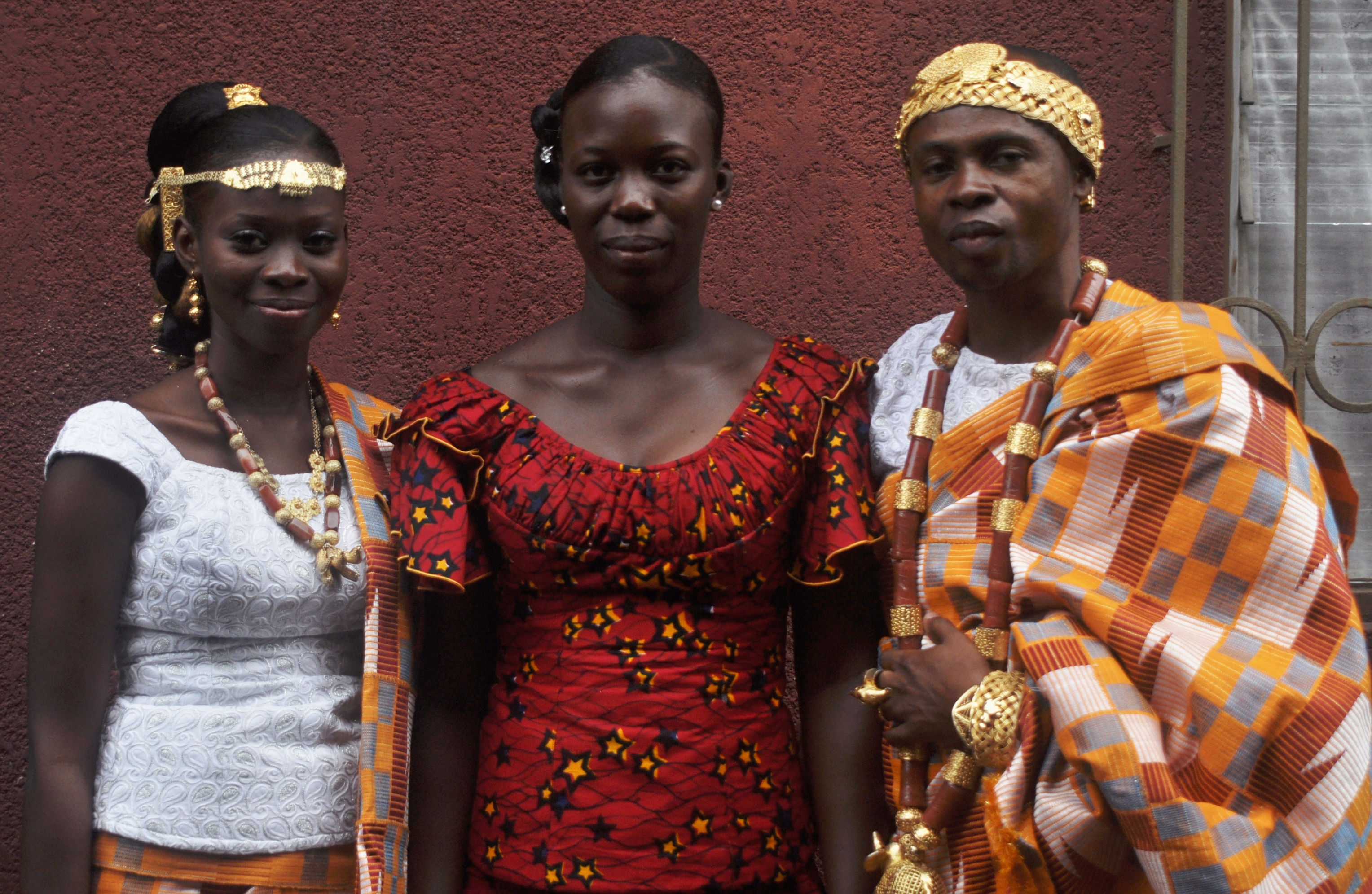
Представники народу акан (Кот-д'Івуар)

Якщо не брати до уваги порівняно велику довжину тіла і слабкий ріст вусів і бороди, всі інші негроїдні ознаки у представників негрської малої раси виражені найбільш чітко. В цілому негрська раса характеризується наступними ознаками :
- темна пігментація шкіри, що варіює в різних популяціях від темно-коричневого до синьо-чорного відтінку;
- темний колір райдужки очей;
- кучеряве чорне волосся;
- широка і плоска форма носа;
- дуже товсті губи;
- доліхокранія, менш виражена ніж у представників азійської меланезійської раси, зустрічаються також ознаки мезокранії;
- прогнатизм, розвинений більшою мірою, ніж у меланезоїдів;
- середній або високий зріст;
- витягнута статура;
- вузькі кисті рук і стопи.

## Типи
Представники негрської раси різних регіонів досить сильно відрізняються за своїми расовими ознаками: відзначається відмінність у відтінках кольору шкіри, розрізняються ширина носа, товщина губ, а також довжина тіла і деякі інші ознаки. Традиційно виділяють кілька локальних варіантів негрської раси, званих антропологічними типами:
- суданський (негро-гвінейський) тип[ru], в якому найбільш яскраво представлені всі негроїдні ознаки (поширений в Західній Африці на узбережжі Гвінейської затоки — в регіонах Судан і Гвінея);
- центральноафриканський (західно-бантоїдний, палеонегроїдний)[ru] тип, який характеризується нижчим зростом, більш розвиненим третинним волосяним покривом на обличчі та трохи світлішою шкірою, ніж у суданських популяцій (цілком імовірна для цього типу домішка негрильскої раси, поширеної в дощових лісах басейну річки Конго);
- східно-бантоїдний тип[ru] з більш випнутим і вузьким носом і трохи менш товстими губами в порівнянні з суданським типом (поширений в саванах на схід від басейну річки Конго);
- південноафриканський тип[ru]з трохи світлішою шкірою і, можливо, в середньому нижчим ростом, ніж у суданських популяцій (найімовірніше, на появу вказаних ознак могло вплинути змішання негроїдних груп з койсаноїдами, поширених в посушливих районах Південної Африки);
- нільський (східноафриканський) тип[ru], що виділяється самою темною шкірою і високим зростанням як серед негроїдних популяцій, так і в цілому серед всіх інших людей планети, характеризуються менш вираженим прогнатизмом, менш товстими губами, більш вузьким обличчям і вкрай витягнутою статурою з довгими кінцівками (імовірна домішка ефіопської раси, поширеної в саванах Центральної і Східної Африки, у верхній течії Нілу).

Про наявність зазначених типів можна говорити лише приблизно, оскільки всі ці антропологічні типи слабо вивчені, а деякі варіанти так і залишаються недослідженими та неописаними.
По межах ареалу негрські раси зустрічаються різного роду перехідні та змішані антропологічні типи — з домішками ефіопської, центральноафриканської, південноафриканської й південноєвропеоїдної рас. Зокрема, у скотарів, що живуть в саванах Західної та Східної Африки, простежується домішка південних європеоїдів і веддоїдів— в цих популяціях відзначаються високий зріст, часто мають світлішу шкіру, слабше виражений прогнатизм, більш виступає і менш широкий ніс і інші ознаки.